# Philip Simonsson
Philip Simonsson (... – 1217) è stato un nobile norvegese e, dal 1207 al 1217, il pretendente per la fazione dei Bagler al trono di Norvegia nel corso della guerra civile norvegese.

## La guerra civile
Philip Simunsson nacque in data sconosciuta da Simon Kåresson (morto 1190) e Margrét Arnadóttir. Suo padre fu un fiero oppositore di Sverre I di Norvegia che combatté aspramente contro il rivale Jon Kuvlung, che reclamava la corona sostenendo di essere figlio di Inge I di Norvegia, fino a che questi non morì nel 1888 nel corso dell'ennesima battaglia contro il re.
Per parte di madre Philip era nipote di Ingrid Ragnvaldsdotter, sua madre Margét era infatti la sorellastra di Inge I di Norvegia, avuto dal matrimonio con Harald IV di Norvegia, e sorella del vescovo di Oslo Nicholas Arnesson altro fiero oppositore della casa di Sverre.
Nel 1196 il vescovo Nicholas e gli altri esponenti della casa di Bagler insorsero nuovamente contro la corona supportando la causa di Inge Magnusson forti del deciso appoggio che la chiesa fornì loro. I Bagler combatterono contro re Sverre fino alla morte di lui avvenuta nel 1202 senza che nessuna delle due parti raggiungesse mai una vittoria definitiva. A Sverre successe il figlio Haakon III di Norvegia che si riconcilò con la Chiesa, i Bagler privati di questo appoggio s'indebolirono fortemente e lo stesso Inge venne ucciso nel 1202.

## Il conte
Il regno di Haakon III fu breve, egli morì inaspettatamente nel 1204 e la casa rivale di Birkebeiner elesse quale sovrano Guttorm I di Norvegia un bambino di appena cinque anni e, data la sua età, il potere finì nelle mani del conte Haakon il pazzo. I Bagler non rimasero a guardare e, con l'appoggio di Valdemaro II di Danimarca, tentarono di rovesciare dal trono il giovane re. Il vescovo Nicholas propose quale sovrano il nipote Philip, ma buona parte della casa protestò perché egli non era di lignaggio reale (era sì il figliastro di Harald IV, ma in nessun modo era legato a lui da legami di sangue) e gli venne preferito Erling Steinvegg che sosteneva di essere uno dei figli illegittimi di Magnus V di Norvegia. Privato della possibilità di essere re Philip venne investito dell'importante titolo di conte.
In verità Philip poteva annoverare fra i propri avi re Harald I di Norvegia il fondatore della Dinastia Bellachioma giacché sua madre Margréte discendeva dalla casata svedese di Stenkil il cui fondatore, Stenkil di Svezia, la cui madre Estrid Njalsdottir era, secondo le saghe norvegesi, discendente da Harald I in persona. Tale ascendenza non venne giudicata sufficientemente forte secondo i criteri dei nobili della casa di Bagler giacché i norvegesi tendevano a dare maggior importanza alla discendenza secondo la linea maschile. I pretendenti al trono che, per quanto vicini alla corona, ne erano discendenti per parte di madre e la cui candidatura veniva accettata erano un'eccezione. Quando il giovane Guttorm morì i Birkebeiner elessero re Inge II di Norvegia ed egli, in quanto nipote per via materna di Sigurd II di Norvegia, incontrò non poche opposizioni.
I Bagler impugnarono le armi nel 1204, quando spirò Guttorm, insieme all'esercito di Valdemaro e nominarono sovrano il loro candidato Erling e Philip venne invece eletto conte dall'Haugathing il Thing per le regioni di Vestfold e Tønsberg. Questo diede avvio alla seconda parte della guerra dei Bagler i quali presero rapidamente il controllo delle terre attorno all'Oslofjord mentre i Birkebeiner presero possesso della zona del Trøndelag. La Norvegia occidentale, la cui città principale era Bergen, cambiò di mano parecchie volte. Man mano che il clima si surriscaldava le due fazioni si combatterono duramente senza però che l'una avesse ragione sull'altra.

## Re per un terzo
Nel 1207 anche Erling morì lasciando due figli in fasce, i Bagler considerarono l'idea di dare la corona a uno di loro due, ma il vescovo Nicholas lanciò di nuovo la proposta di creare suo nipote Philip e questa volta, nonostante l'opposizione del comparto militare della casa egli venne nominato formalmente quale candidato dal Thing di Sarpsborg.
Philip continuò a combattere contro i Birkebeiner riuscendo a catturare il castello di Sverresborg, a Bergen, nel 1207, per poi abbandonarlo e scacciare i rivali dalla propria roccaforte a Tønsberg verso la fine dello stesso anno. Nel 1208 le due famiglie erano ancora in lotta fra loro e poiché non s'intravedeva, per nessuno dei due, possibilità di vittoria il vescovo Nicholas negoziò una pace fra le parti. Tale accordo venne stretto a Kvitsøy, nella regione di Rogaland nell'autunno dello stesso anno, Inge II riconobbe l'autorità di Philip sulla parte orientale del paese, in cambio lui rinunciava al titolo di re e riconosceva Inge quale suo superiore. Per suggellare l'accordo Philip sposò la figlia di Sverre, Kristin di Norvegia (morta 1213).
Per il resto della vita Philip governò sulla Norvegia orientale e la pace tenne nonostante egli continuasse a usare il titolo di re fino alla morte. Il matrimonio che egli contrasse nel 1209 finì nel 1213 quando Kristin morì dando alla luce il suo primogenito che morì poco dopo, Philip non ebbe altri figli. Quando nel 1217 Inge II morì egli tentò di rinegoziare il trattato cercando di ottenere una divisione a metà dell'intero regno da spartire con i Birkebeiner, ma prima che potesse finire i negoziati si ammalò e morì in quello stesso autunno. L'anno seguente il candidato dei Birkebeiner Haakon IV di Norvegia venne accettato anche dai Bagler e la guerra ebbe termine.